# Вересковые полёвки
Вересковые полёвки (лат. Phenacomys) — род североамериканских корнезубых полёвок. Ранее был объединен род под этим же названием с древесными полёвками Название рода Phenacomys происходит от греческого «мышь-обманщица» от греч. φεναξ — phenax, φενακος — phenakos "обманщик"; μυς — mus, μυος — muos "мышь".
Эти животные обитают в лесных, альпийских и тундровых районах, где часто встречаются растения семейства вересковых. Это маленькие грызуны с длинным мехом и короткими ушами, ногами и хвостами. Летом они едят зеленые растения, семена и ягоды, а в другое время — кору и почки кустарников. На этих полёвок охотятся куньи, совы и дневные хищники.
Некоторые зоологи включали в этот род древесных полевок (Arborimus), ныне рассматриваемых как отдельный род. И. М. Горомов, придерживавшийся такой широкой трактовки Phenacomys, писал: «...разница между длиннохвостыми  [Arborimus в современном понимании] и короткохвостыми [Phenacomys sensu stricto] формами вряд ли менее подродовой».
Когда-то два вида вересковой полевки считались одним видом.

## Список ныне живущих видов
- Западная вересковая полёвка (Phenacomys intermedius)
- Восточная вересковая полёвка (Phenacomys ungava)

Необычные черты зубов полёвок Phenacomys предполагают, что этот род, возможно, возник относительно рано в эволюционной истории полёвок, вероятно, в Берингии раннего плиоцена, от азиатского предка. Самые ранние американские ископаемые находки датируются примерно 1,5 миллионами лет и были обнаружены в современном Айдахо.  Ископаемые находки аналогичного возраста, принадлежащие двум вымершим видам Ph. gryci и Ph. deeringensis, найдены в Якутии. Во время наступлений ледников во время плейстоцена полёвки Phenacomys жили на юге вплоть до Арканзаса.

## Описание
Phenacomys intermedius, известный как западная вересковая полёвка, является небольшим грызуном с коротким хвостом, очень напоминающим горную полёвку, именно по этой причине этот род называли «мышью-обманщицей». Окраска верхней части тела вересковой полевки в основном серо-коричневого цвета, но окраска брюшко варьирует от белого до серого. Кроме того, у этих полевок есть вибриссы, доходящие до плеч. Этот зверёк роет норы и наиболее активен в вечернее и ночное время. Западные вересковые полевки, в основном, обитают в открытых хвойных лесах с небольшими кустарниками или растительностью по опушкам, а также на лугах в Британской Колумбии в Канаде. Этот вид полевок относительно редок, так как только 52 особи этого вида были отловлены из 659 полевок за трехлетний период в Британской Колумбии, в то время как было поймано 366  лесных полёвок (Clethrionomys sp.) и 241 длиннохвостая полёвка.

## Питание
В летнем и зимнем рационе вересковых полевок преобладает толокнянки (Arctostáphylos sp.) или по-индейски "кинникинник", кустарничек с вечнозелеными листьями, дающий красные ягоды. Эти полёвки также питаются листьями и плодами шефердии канадской в летние месяцы. Зимний рацион Phenacomys intermedius состоит из коры кустарничковых ив, карликовой березы, овечьего лавра и американской черники. Они также в течение ночи кучки корма перед входами в норы, то есть делают временные запасы пищи, а затем питаются ими днём, когда это безопаснее.

## Размножение
Сезон размножения западной вересковой полевки длится с мая по август, но может быть короче в высокогорных популяциях. Одна самка может приносить до трёх помётов в год. Длительность беременности составляет от 19 до 24 дней и в среднем от 3 до 4 потомков в помёте. Эти данные относятся к находящимся в неволе западным вересковым полевкам, в диких популяциях этого вида возможны более крупные размеры выводка, до 7 детёнышей.

## Места обитания
Ареал западных вересковых полевок ограничен тихоокеанским северо-западом Северной Америки, в частности Канадой, и они являются наиболее распространенными грызунами в этом районе подсемейства Microtinae. Границы ареала этого вида не до конца выяснены, но точно известно, что их ареал простирается от запада центральной Британской Колумбии на юг до Калифорнии и Нью-Мексико. Некоторая неопределенность в данных о распространении это вида связана с тем, что вересковые полёвки плохо идут в ловушки, тем не менее, они были обнаружены к северу от основного ареала  в некоторых частях Аляски.
Вересковые полёвки чаще всего в качестве основного биотопа используют ивовые заросли, а верещатники - меньше. Они также предпочитают влажные луга и леса, а также скалы, луга и другие травянистые сообщества, если таковые имеются. Для этого вида существует множество мест обитания, но они, как правило, предпочитают места обитания с большей долей   растительного покрова по сравнению с долей занятой каменистыми биотопами. Однако были данные, что каменистые россыпи с обломками  среднего до крупного размера полёвки используют чаще, чем мелкокаменистые россыпи.

## Поведение
Хотя вересковые полевки действительно питаются семенами, было обнаружено, что при получении разных типов семян вересковые полевки не отдавали предпочтение между разными типами и, в целом, ели очень мало семян. Считается, что это связано с тем фактом, что Phenacomys intermedius в основном питается листьями и ягодами, при этом, как показали исследования, потребляет мало семян, даже если они доступны в большом количестве. Это ярко свидетельствует, что вересковые полёвки, как правило, предпочитают листья и ягоды, а не семена. 
Вересковые полёвки в летние месяцы используют системы коротких нор. Они обычно строят свои гнезда для размножения под камнем или пнем. Гнезда состоят из листьев, веток, злаков и других растений. Сообщается, что для вересковых полёвок характерна внутривидовая агрессивность. В частности, исследователи наблюдали агрессию самцов по отношению к другим самцам,  и агрессивную реакцию самок с выводками на появление любых других посторонних особей. Только  матери проявляют заботу о потомстве, самцы в воспитании молодых участия не принимают. Соотношение полов  при рождении равное.

## История
Род вересковых полёвок был разделён на три отдельные клады: орегон-калифорнийскую кладу, вашингтонскую кладу и северную кладу. Предполагается, что эпизоды оледенений в течение плейстоцена приводили последовательным сокращениям и расширениям ареала этого вида. Географические барьеры, возникавшие во время этих циклов изменений климата, не позволяли кладам объединяться и контактировать друг с другом. 
Палеонтологические находки Phenacomys intermedius, относящиеся к эпохе плейстоцена, были обнаружены в северном Арканзасе и Теннесси, что намного южнее, чем их нынешнее распространение. Наконец, в период голоцена произошло изменение климата, и единственной подходящей средой обитания для Phenacomys стали горные «острова», в частности отдельные горные поднятия Большого Бассейна. В итоге медленное потепление климата в течение голоцена привело к  исчезновению Phenacomys на определенных изолированных горных "островах". Считается, что вересковые полёвка отделились от своей наиболее близкой сестринской линии в подсемействе Arvicolinae около 5,37 миллиона лет назад.